# 清华大学体育部
清华大学体育部（英文缩写PE），是清华大学直属的体育教学、培养、研究部门，自1912年即建立。

## 历史[2]
- 1912年，成立体育部，前两任教授为来自美国的博士。
- 1914年，马约翰教授来清华任教，1920年起任体育部主任。
- 1919年，建成清华大学体育馆，命名为“罗斯福体育馆”，建筑材料、器械设备均来自美国，为清华早期四大建筑之一。设有健身房、篮球场、手球场、80码悬空跑到、室内游泳池等国际先进设施。
- 1919年起，清华实行正规体育课教学，每周4节必修体育课。
- 1926年，马约翰教授任体育军事学系系主任，同年更名为体育学系。
- 1938年~1946年，南迁时期，马约翰教授任西南联大体育部主任。
- 1954年2月，蒋南翔校长号召大力发展体育，成立清华大学体育代表队。
- 文化大革命期间，清华培养了11名运动健将。
- 2008年5月，经2007～2008学年度第21次校务会议讨论通过，决定将清华大学体育教研部更名为清华大学体育部，简称体育部，英文名称Department of Physical Education, Tsinghua University，英文缩写PE。

## 开展活动
全校本科生、研究生体育课程。
“马约翰杯”比赛，简称“马杯”，是清华最为盛大的活动。
研究：体育教育训练学、运动人体科学、体育人文社会学。

### 体育代表队
目前拥有26个项目的38支体育代表队，500多名运动员。
“A”类队：男女田径、射击、赛艇、男子篮球；
“B”类队：男女排球、男女游泳、女子篮球、男子足球、健美操；
“C”类队：男子手球、清华散打队、武术、击剑、乒乓球、棒球、中国象棋、国际象棋、围棋、网球、羽毛球、登山、桥牌、轮滑、乒乓二队、中长跑二队、博士生足球队、女足、垒球、男篮二队、健美队、男子排球二队等。

## 成绩[3]
- 十运会
  - 田径：3金5银
  - 射击：1金1银
  - 跳水：1铜
- 九运会
  - 跳水：1金2枚1铜
- 全国大学生田径运动会
  - 田径团体总分第一，10金
- 全国大学生田径锦标赛金牌总数五连冠
- 北京高校田径比赛十三连冠
- 2005年世界大学生运动会
  - 胡凯、王颖获2金
- 全国跳水冠军赛
  - 跳水：1金1铜
- 第四届东亚运动会
  - 4金
- 2004年亚洲射击锦标赛
  - 青少年组团体冠军，以及部分个人冠军

## 人物
教师：
马约翰、李剑秋、曹霖生、郝更生、夏翔
运动员：
胡凯、刘青、李翔宇、梁彤、刘天佑、赵颖慧